# Вінченцо де Лука
Вінченцо Де Лука (нар. 8 травня 1949;  Руво-дель-Монте, Італія  ) — італійський політик і член місцевого самоврядування, багаторічний мер Салерно, парламентар, президент Кампанії з 2015 року.

## Біографія
Випускник філософії в Університеті Салерно. Він став активним партійним активістом, був членом Італійської комуністичної партії, Демократичної лівої партії та Лівих демократів, разом з якими приєднався до новоствореної Демократичної партії у 2007 році. Він був секретарем PCI та PDS у провінції Салерно  .
У 1990 році був обраний міським радником Салерно. Став асесором з громадських робіт, а потім заступником міського голови. У 1993–2001 та 2006–2015 роках був мером цього міста  . У 2001 і 2006 роках обирався депутатом Палати депутатів 14-го і 15-го термінів  . З 2013 по 2014 роки він поєднував функцію мера з посадою заступника державного секретаря в Міністерстві інфраструктури та транспорту в уряді Енріка Летті  .
У 2015 році був обраний президентом Кампанії  . У 2020 році він успішно переобрався на черговий термін  .